# بروس كاري
بروس كاري هو معلم موسيقى كندي، ولد في 16 نوفمبر 1876، وتوفي في 8 مايو 1960.